# Józef Kosiński (malarz)
Józef Kosiński (ur. 1753 w Krakowie, zm. 1 kwietnia 1821 w Warszawie) – polski malarz, miniaturzysta.

## Życiorys
Pochodził z rodziny szlacheckiej (syn Michała Kosińskiego i Marianny Jaraczewskiej), pieczętującej się herbem Rogala. Odbył studia pod okiem Bacciarellego. Był malarzem nadwornym Stanisława Augusta (odznaczony przez króla Medalem „Merentibus”). Został pochowany na cmentarzu Powązkowskim w Warszawie (istnieją jednak pewne pogłoski, że na cmentarzu Świętokrzyskim).
Malował liczne portrety króla oraz innych znanych osób m.in. Tadeusza Kościuszki, Izabeli Czartoryskiej, czy gen. Maurycego Hauke. W Warszawie prowadził pracownię, w której zatrudniał wielu uczniów. Artysta szkicował tylko niektóre portrety pozostawiając ich wykończenie uczniom. Kosiński namalował kilka portretów olejnych m.in. Tadeusza Kościuszki, żony Marii, syna Jana oraz autoportret. Najwięcej prac malarza posiadają muzea w Warszawie i Krakowie.

## Wybrane dzieła
- Portret własny
- Portret Joanny Grudzińskiej
- Portret oficera
- Portret męski w polskim stroju